# Aurelijus Veryga

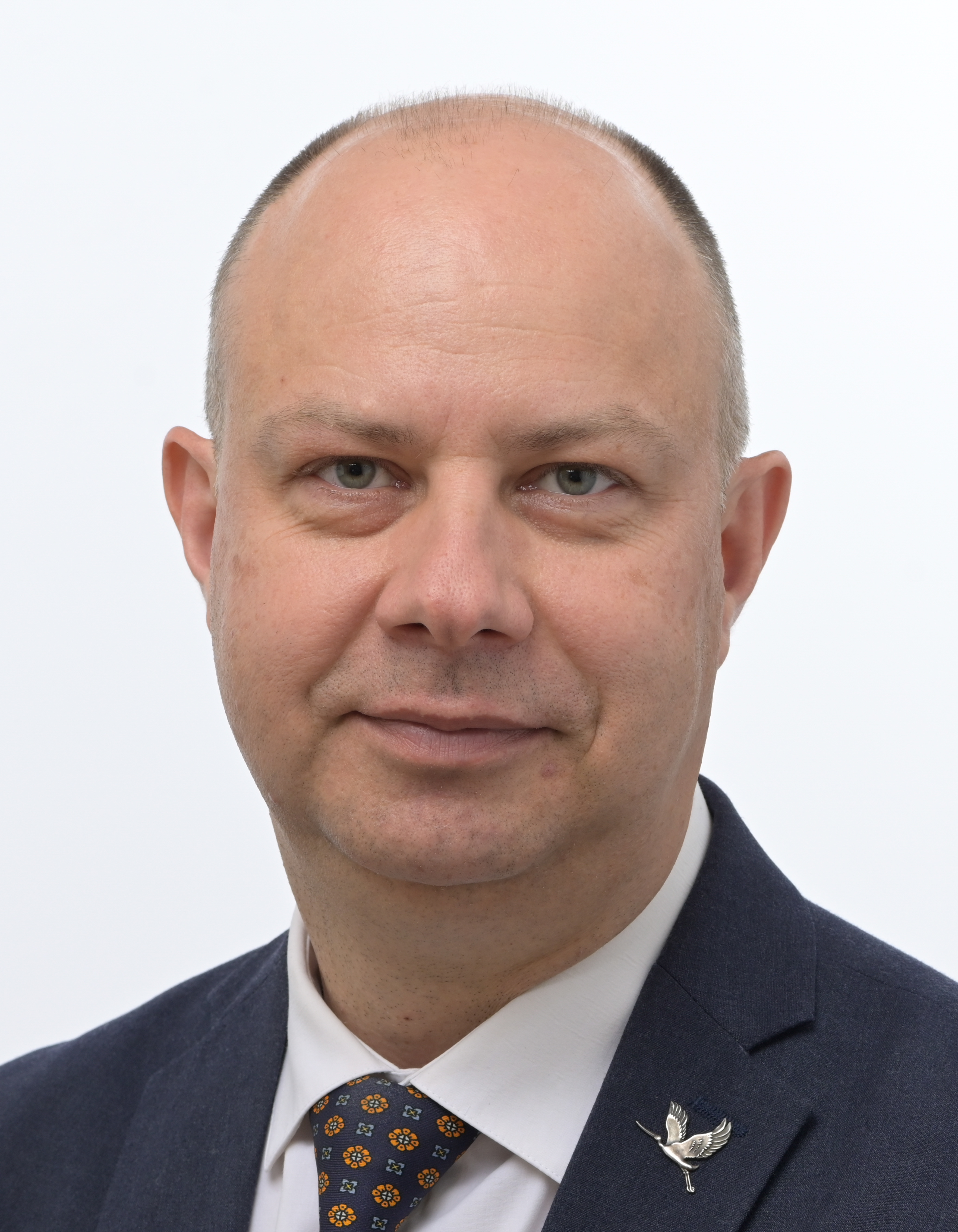
Aurelijus Veryga (2024)

Aurelijus Veryga (* 8. August 1976 in Užventis, Rajongemeinde Kelmė) ist ein litauischer Psychiater, Professor und Politiker. Von 2016 bis 2024 war er Seimas-Mitglied und 2016 bis 2020 war er Gesundheitsminister Litauens. Seit 2024 ist er Mitglied des Europäischen Parlaments und seit  2025 leitet die Partei LVŽS. Er war Aktivist der Abstinenzbewegung. 

## Leben
Nach dem Abitur an der Mittelschule Užventis (jetzt Šatrijos-Ragana-Gymnasium Užventis) bei Kelmė absolvierte Aurelijus Veryga von 1994 bis 2000 das Medizinstudium an der Kauno medicinos akademija und wurde Arzt.
2000 initiierte und gründete er mit seinen Kollegen  das Hilfezentrum für Jugend-Narkologie in Kaunas. 2004 absolvierte er das Weiterbildungsstudium („Residentur“) und wurde Arzt der Psychiatrie sowie promovierte in Biomedizin.
Ab 2009 lehrte Veryga als Dozent an der Kauno medicinos akademija der Lietuvos sveikatos mokslų universitetas und ab 2015 als Professor am Lehrstuhl für Gesundheitspsychologie.
Ab 2004 arbeitete er als Psychiater.
2004 errichtete Veryga mit seinen Kollegen Nacionalinė tabako kontrolės koalicija und leitete sie als Präsident. Ab 2004 war er Mitglied des Beratungsausschusses von ENYPAT (European Networ Young People and Tobacco).
Im Oktober 2016 wurde Veryga zum Seimas-Mitglied als Kandidat von Lietuvos valstiečių ir žaliųjų sąjunga im Wahlbezirk Panemunė  Nr. 18 der Stadtgemeinde Kaunas.  Vom 13. Dezember 2016 bis Dezember 2020 war er Gesundheitsminister Litauens im Kabinett Skvernelis.

## Familie
Veryga ist verheiratet. Mit seiner Frau Rasa hat er den Sohn Tadas (* 2001) und die Töchter Ieva (* 2005) sowie Vaiva (* 2008). Bis 2016 lebte er mit seiner Familie im Dorf Išorai, Rajongemeinde Jonava.